# 駱駝螺
駱駝螺（学名：Lambis truncata）为鳳凰螺科蜘蛛螺屬下的一个种。